# Lista odcinków serialu Magicy
Poniżej znajduje się lista odcinków serialu telewizyjnego Magicy – emitowanego przez amerykańską stację telewizyjną  SyFy od 14 grudnia 2015 roku. W Polsce serial jest emitowany od 15 stycznia 2017 roku przez SciFi Universal.
| Sezon | Sezon | Odcinki | Oryginalna emisja SyFy | Oryginalna emisja SyFy | Oryginalna emisja SciFi Universal | Oryginalna emisja SciFi Universal | Oryginalna emisja SciFi Universal |
| Sezon | Sezon | Odcinki | Premiera sezonu        | Finał sezonu           | Premiera sezonu                   | Finał sezonu                      |                                   |
| ----- | ----- | ------- | ---------------------- | ---------------------- | --------------------------------- | --------------------------------- | --------------------------------- |
|       | 1     | 13      | 16 grudnia 2015        | 11 kwietnia 2016       | 15 stycznia 2017                  | 9 kwietnia 2017                   |                                   |
|       | 2     | 13      | 25 stycznia 2017       | 19 kwietnia 2017       | 12 listopada 2017                 | 4 lutego 2018                     |                                   |
|       | 3     | 13      | 10 stycznia 2018       | 4 kwietnia 2018        | 18 marca 2018                     | 10 czerwca 2018                   |                                   |
|       | 4     | 13      | 23 stycznia 2019       | 17 kwietnia 2019       | —                                 | —                                 |                                   |
|       | 5     | —       | 15 stycznia 2020       | —                      | —                                 | —                                 |                                   |

## Sezon 1 (2015-2016)
| Nr | #  | Tytuł                                | Tytuł polski                               | Reżyseria         | Scenariusz                             | Premiera SyFy    | Premiera SciFi Universal |
| -- | -- | ------------------------------------ | ------------------------------------------ | ----------------- | -------------------------------------- | ---------------- | ------------------------ |
| 1  | 1  | Unauthorized Magic                   | Nieautoryzowane czary                      | Mike Cahill       | Sera Gamble, John McNamara             | 16 grudnia 2015  | 15 stycznia 2017         |
| 2  | 2  | The Source of Magic                  | Źródło magii                               | Scott Smith       | Sera Gamble                            | 25 stycznia 2016 | 22 stycznia 2017         |
| 3  | 3  | Consequences of Advanced Spellcastin | Konsekwencje zaawansowanego czarodziejstwa | Scott Smith       | Henry Alonso Myers                     | 1 lutego 2016    | 29 stycznia 2017         |
| 4  | 4  | The World in the Walls               | Świat w ścianach                           | James L. Conway   | John McNamara                          | 8 lutego 2016    | 5 lutego 2017            |
| 5  | 5  | Mendings, Major and Minor            | Uzdrowienia, większe i mniejsze            | Bill Eagles       | David Reed                             | 15 lutego 2016   | 12 lutego 2017           |
| 6  | 6  | Impractical Application              | Niepraktyczne zastosowania                 | John Stuart Scott | Leah Fong                              | 22 lutego 2016   | 19 lutego 2017           |
| 7  | 7  | The Mayakovsky Circumstances         | Przypadek Majakowskiego                    | Guy Norman Bee    | Mike Moore, John McNamara              | 29 lutego 2016   | 26 lutego 2017           |
| 8  | 8  | The Strangled Heart                  | Złamane serce                              | Jan Eliasberg     | David Reed                             | 7 marca 2016     | 5 marca 2017             |
| 9  | 9  | The Writing Room                     | Czytelnia                                  | James L. Conway   | Sera Gamble                            | 14 marca 2016    | 12 marca 2017            |
| 10 | 10 | Homecoming                           | Powrót do domu                             | Joshua Butler     | Henry Alonso Myers                     | 21 marca 2016    | 19 marca 2017            |
| 11 | 11 | Remedial Battle Magic                | Zaradcza magia bojowa                      | Amanda Tapping    | Leah Fong                              | 28 marca 2016    | 26 marca 2017            |
| 12 | 12 | Thirty-Nine Graves                   | Trzydzieści dziewięć grobów                | Guy Norman Bee    | Leah Fong, Henry Alonso Myers          | 4 kwietnia 2016  | 2 kwietnia 2017          |
| 13 | 13 | Have You Brought Me Little Cakes     | Czy przynieśliście mi ciasteczka?          | Scott Smith       | Sera Gamble, John McNamara, David Reed | 11 kwietnia 2016 | 9 kwietnia 2017          |

## Sezon 2 (2017)
| Nr | #  | Tytuł                            | Tytuł polski                    | Reżyseria       | Scenariusz                      | Premiera SyFy    | Premiera SciFi Universal |
| -- | -- | -------------------------------- | ------------------------------- | --------------- | ------------------------------- | ---------------- | ------------------------ |
| 14 | 1  | Knight of Crowns                 | Rycerz Koron                    | Chris Fisher    | Sera Gamble                     | 25 stycznia 2017 | 12 listopada 2017        |
| 15 | 2  | Hotel Spa Potions                | Tajne mikstury i setka dzieci   | Chris Fisher    | John McNamara                   | 1 lutego 2017    | 19 listopada 2017        |
| 16 | 3  | Divine Elimination               | Boska eliminacja                | John Scott      | Henry Alonso Myers              | 8 lutego 2017    | 26 listopada 2017        |
| 17 | 4  | The Flying Forest                | Latający las                    | Carol Banker    | David Reed                      | 15 lutego 2017   | 3 grudnia 2017           |
| 18 | 5  | Cheat Day                        | Dzień zdrady                    | Joshua Butler   | Mike Moore                      | 22 lutego 2017   | 10 grudnia 2017          |
| 19 | 6  | The Cock Barrens                 | Kogucie Pustkowie               | Kate Woods      | Noga Landau                     | 1 marca 2017     | 17 grudnia 2017          |
| 20 | 7  | Plan B                           | Plan B                          | Chris Fisher    | Christina Strain                | 8 marca 2017     | 24 grudnia 2017          |
| 21 | 8  | Word as Bond                     | Słowo                           | James L. Conway | Sera Gamble                     | 15 marca 2017    | 31 grudnia 2017          |
| 22 | 9  | Lesser Evils                     | Mniejsze zła                    | Rebecca Johnson | Elle Lipson, John McNamara      | 22 marca 2017    | 7 stycznia 2018          |
| 23 | 10 | The Girl Who Told Time           | Dziewczyna, która wskazała czas | Joshua Butler   | Noga Landau, Henry Alonso Myers | 29 marca 2017    | 14 stycznia 2018         |
| 24 | 11 | The Rattening                    | Zeszczurzenie                   | James L. Conway | Mike Moore                      | 5 kwietnia 2017  | 21 stycznia 2018         |
| 25 | 12 | Ramifications                    | Konsekwencje                    | Chris Fisher    | David Reed, Christina Strain    | 12 kwietnia 2017 | 28 stycznia 2018         |
| 26 | 13 | We Have Brought You Little Cakes | Przynieśliśmy ci ciasteczka     | Chris Fisher    | Sera Gamble, John McNamara      | 19 kwietnia 2017 | 4 lutego 2017            |

## Sezon 3 (2018)
| Nr | #  | Tytuł                         | Tytuł polski                     | Reżyseria                  | Scenariusz                            | Premiera SyFy    | Premiera SciFi Universal |
| -- | -- | ----------------------------- | -------------------------------- | -------------------------- | ------------------------------------- | ---------------- | ------------------------ |
| 27 | 1  | The Tales of the Seven Keys   | Opowieść o siedmiu kluczach      | Chris Fisher               | Sera Gamble                           | 10 stycznia 2018 | 18 marca 2018            |
| 28 | 2  | Heroes and Morons             | Bohaterowie i kretyni            | Chris Fisher               | John McNamara                         | 17 stycznia 2018 | 25 marca 2018            |
| 29 | 3  | The Losses of Magic           | Magiczne straty                  | James L. Conway            | Henry Alonso Myers                    | 24 stycznia 2018 | 1 kwietnia 2018          |
| 30 | 4  | Be the Penny                  | Bądź jak Penny                   | Shannon Kohli              | David Reed                            | 31 stycznia 2018 | 8 kwietnia 2018          |
| 31 | 5  | A Life in the Day             | Dawne czasy                      | John Scott                 | Mike Moore                            | 7 lutego 2018    | 15 kwietnia 2018         |
| 32 | 6  | Do You Like Teeth?            | Lubisz zęby?                     | Carol Banker               | Noga Landau                           | 14 lutego 2018   | 22 kwietnia 2018         |
| 33 | 7  | Poached Eggs                  | Jajka w koszulkach               | Joshua Butler              | Elle Lipson                           | 21 lutego 2018   | 29 kwietnia 2018         |
| 34 | 8  | Six Short Stories About Magic | Sześć krótkich opowieści o magii | Salli Richardson-Whitfield | Sera Gamble, David Reed               | 28 lutego 2018   | 6 maja 2018              |
| 35 | 9  | All That Josh                 | Cały ten Josh                    | James L. Conway            | John McNamara, Jay Gard & Alex Raiman | 7 marca 2018     | 13 maja 2018             |
| 36 | 10 | The Art of the Deal           | Sztuka umowy                     | Rebecca Johnson            | Christina Strain                      | 14 marca 2018    | 20 maja 2018             |
| 37 | 11 | Twenty-Three                  |                                  | Meera Menon                | Henry Alonso Myers, Mike Moore        | 21 marca 2018    | 27 maja 2018             |
| 38 | 12 | The Fillorian Candidate       | Kandydat Florian                 | Joshua Butler              | Noga Landau, David Reed               | 28 marca 2018    | 3 czerwca 2018           |
| 39 | 13 | Will You Play With Me         | Pobawisz się ze mną?             | Chris Fisher               | Sera Gamble, John McNamara            | 4 kwietnia 2018  | 10 czerwca 2018          |

## Sezon 4 (2019)
| Nr | #  | Tytuł                           | Tytuł polski | Reżyseria                  | Scenariusz                     | Premiera SyFy    | Premiera SciFi Universal |
| -- | -- | ------------------------------- | ------------ | -------------------------- | ------------------------------ | ---------------- | ------------------------ |
| 40 | 1  | A Flock of Lost Birds           |              | Chris Fisher               | Sera Gamble                    | 23 stycznia 2019 |                          |
| 41 | 2  | Lost, Found, Fucked             |              | Chris Fisher               | John McNamara                  | 30 stycznia 2019 |                          |
| 42 | 3  | The Bad News Bear               |              | Elie Smolkin               | David Reed                     | 13 lutego 2019   |                          |
| 43 | 4  | Marry, Fuck, Kill               |              | John Scott                 | Henry Alonso Myers             | 13 lutego 2019   |                          |
| 44 | 5  | Escape From the Happy Place     |              | Meera Menon                | Mike Moore                     | 20 lutego 2019   |                          |
| 45 | 6  | A Timeline and Place            |              | James L Conway             | Christina Strain               | 27 lutego 2019   |                          |
| 46 | 7  | The Side Effect                 |              | Salli Richardson-Whitfield | Elle Lipson                    | 6 marca 2019     |                          |
| 47 | 8  | Home Improvement                |              | Joshua Butler              | Jay Gard, Alex Raiman          | 13 marca 2019    |                          |
| 48 | 9  | The Serpent                     |              | Carol Banker               | Sera Gamble, Alex Ritter       | 20 marca 2019    |                          |
| 49 | 10 | All That Hard, Glossy Armor     |              | Shannon Kohli              | John McNamara, Mike Moore      | 27 marca 2019    |                          |
| 50 | 11 | The 4-1-1                       |              | Meera Menon Henry          | Alonso Myers, Christina Strain | 3 kwietnia 2019  |                          |
| 51 | 12 | The Secret Sea                  |              | Shannon Kohli              | Elle Lipson, David Reed        | 10 kwietnia 2019 |                          |
| 52 | 13 | No Better to Be Safe Than Sorry |              | Chris Fisher               | Sera Gamble, John McNamara     | 17 kwietnia 2019 |                          |

## Sezon 5 (2020)
| Nr | # | Tytuł                      | Tytuł polski | Reżyseria    | Scenariusz         | Premiera SyFy    | Premiera SciFi Universal |
| -- | - | -------------------------- | ------------ | ------------ | ------------------ | ---------------- | ------------------------ |
| 53 | 1 | Do Something Crazy         |              | Chris Fisher | Henry Alonso Myers | 15 stycznia 2020 |                          |
| 54 | 2 | The Wrath of the Time Bees |              | Chris Fisher | David Reed         | 22 stycznia 2020 |                          |
| 55 | 3 | The Mountain of Ghosts     |              | John Scott   | Sera Gamble        | 29 stycznia 2020 |                          |
| 56 | 4 | Magicians Anonymous        |              |              | John McNamara      | 5 lutego 2020    |                          |
| 57 | 5 | Apocalypse? Now?!          |              |              | Mike Moore         | 12 lutego 2020   |                          |
| 58 | 6 | Oops!...I Did It Again     |              |              | Hillary Benefiel   | 12 lutego 2020   |                          |